# Rosa Lappi-Seppälä
Rosa Lappi-Seppälä (Helsinki, 4 novembre 1974) è un'allenatrice di calcio, giocatrice di calcio a 5 ed ex calciatrice finlandese, di ruolo attaccante.
Prima del ritiro dal calcio giocato, ha inizialmente disputato il campionato nazionale conquistando complessivamente otto titoli di Campione di Finlandia con l'HJK, l'ultimo dopo il ritorno in patria, con brevi periodi in Belgio, con l'Anderlecht, e negli Stati Uniti d'America, calcio femminile universitario per la Barry University di Miami Shores, Florida, prima di fermarsi in Italia per quattro stagioni, vestendo le maglie di Torino, Foroni, Fiammamonza e ACF Milan.
Vanta inoltre 21 presenze con la nazionale finlandese totalizzate tra il 1999 e il 2007.

## Carriera

### Calcio a 11

#### Club
Lappi-Seppälä si appassiona al calcio fin da giovanissima, tesserandosi per il Käpylän Pallo nel 1981 e giocando per la società con sede nel quartiere Käpylä della capitale Helsinki, fino al 1986, trasferendosi per le due stagioni successive al Puotinkylän Valtti approdando infine al HJK nel 1989.
Dopo aver iniziato a giocare nella sua formazione giovanile, ben presto viene aggregata alla squadra titolare che disputa la Naisten SM-sarja, l'allora denominazione del livello di vertice del campionato finlandese femminile di calcio, condividendo con le compagne la conquista di due double campionato-Coppa di Finlandia, nelle stagioni 1991 e 1992, nuovamente una Coppa di Finlandia nel 1993, dal 1995 al 1997 altri tre campionati e tra il 1998 e il 1999 altri due double campionato-Coppa. Durante quel periodo, nelle pause di campionato ha disputato il suo primo campionato estero, vestendo la maglia dell'Anderlecht nel campionato belga e trasferendosi negli Stati Uniti d'America per perfezionare gli studi presso la Barry University di Miami Shores, Florida, e giocando per la squadra di calcio femminile universitario dell'ateneo.
Nell'autunno 1999 Lappi-Seppälä decide di accettare la proposta del Torino, iniziando il suo periodo più lungo in un campionato estero, quello italiano, giocando sempre in Serie A. Disputa con la maglia granata la difficile stagione 1999-2000, totalizzando in campionato 20 presenze e siglando 6 reti, con la squadra che fatica a trovare competitività e termina con 14 punti, frutto di 4 vittorie, 2 pareggi e 24 sconfitte, che la relegano al 14º posto a pari merito con la neopromossa Attilia Nuoro, posizione che l'avrebbe costretta alla retrocessione in Serie B, poi non concretizzatasi per la rinuncia del Bologna CF e il conseguente ripescaggio del Torino.
Durante la successiva estate si trasferisce al Foroni, società con cui condivide una stagione positiva, con la squadra sempre nelle posizioni di vertice in campionato grazie anche alle 14 reti siglate da Lappi-Seppälä su 25 incontri, quantità che la vedono al termine del campionato la miglior realizzatrice della squadra.
Il calciomercato estivo 2001 la vede ancora trasferirsi, andando a sottoscrivere un accordo con la Fiammamonza per la stagione entrante. Rimane con la società con sede a Monza solo la stagione 2001-2002, marcando in campionato 14 presenze e segnando 6 gol, con la squadra che termina al quinto posto e raggiunge le semifinali di Coppa Italia.
Nell'estate 2002 formalizza l'accordo già stipulato con il ACF Milan per disputare la stagione 2002-2003 per la quarta volta e ultima volta in Serie A. In quella stagione condivide con le compagne un campionato di mezza classifica, chiudendo all'ottavo posto, mentre in Coppa Italia la squadra si ferma ai quarti di finale.
Libera da impegni contrattuali decide di rientrare definitivamente in patria, vestendo le maglie di HJK, Espoo, Åland United e Puistola Athletes, dove nel 2008 chiude la carriera come calciatrice.

#### Nazionale
Lappi-Seppälä inizia ad essere convocata dalla federazione calcistica della Finlandia (Suomen Palloliitto, Finlands Bollförbund - SPL/FBF) fin dal 1999, indossando sporadicamente la maglia della nazionale finlandese fino al 2007, maturando in otto anni 21 presenze e siglando una rete.

### Allenatrice
Dopo aver conseguito la licenza UEFA A, nel 2012 assume l'incarico di allenatrice del Ekenäs, parallelamente ricopre anche il ruolo di responsabile tecnico della selezione di calcio femminile della Finlandia meridionale.
Nel 2014 le viene affidata la direzione tecnica del Koivukylän Palloseura (KoiPS)
In seguito ricopre incarichi tecnici federali, allenando le formazioni giovanili femminili della Finlandia under 20 e Under-23 fino al 2018.
Nel novembre 2018 viene annunciato il suo passaggio all'Honka in qualità di tecnico della squadra femminile dalla stagione 2019. Al suo primo anno sulla panchina della nuova società ottiene un significativo risultato, riuscendo a dirigere la squadra sempre ai vertici del campionato 2019 che chiude al secondo posto a 10 punti dall'HJK.

### Floorball
Oltre al calcio, Lappi-Seppälä ha praticato ad alto livello un'altra disciplina sportiva, il floorball, versione indoor dell'hockey su ghiaccio giocato però senza pattini né protezioni, vestendo la maglia del Vantaa Floorball Team (VFT) e vincendo il campionato nazionale 1998-1999.

## Palmarès

### Club
- Campionato finlandese: 8

HJK: 1991, 1992, 1995, 1996, 1997, 1998, 1999, 2005
- Coppa di Finlandia: 5

HJK: 1991, 1992, 1993, 1998, 1999